# Endochytrium cystarum
Endochytrium cystarum är en svampart som beskrevs av Dogma 1969. Endochytrium cystarum ingår i släktet Endochytrium och familjen Endochytriaceae.   Inga underarter finns listade i Catalogue of Life.